# Bogumiły (powiat węgorzewski)
Bogumiły (niem. Amalienhof) – osada w Polsce, w województwie warmińsko-mazurskim, w powiecie węgorzewskim, w gminie Budry.
W latach 1975–1998 miejscowość należała administracyjnie do województwa suwalskiego.

## Nazwa
28 marca 1949 r. ustalono urzędową polską nazwę miejscowości – Bogumiły, określając drugi przypadek jako Bogumił, a przymiotnik – bogumilski.